# Халіфа Ад-Давсарі
Халіфа Адель Ад-Давсарі (араб. خليفة عادل الدوسري; нар. 2 січня 1999, Ель-Хубар) — саудівський футболіст, захисник клубу «Аль-Гіляль».

## Клубна кар'єра
Ад-Давсарі розпочав кар'єру в молодіжних командах «Аль-Кадісії». Вперше він був викликаний до основної команди 12 квітня 2018 року під час матчу проти «Аль-Насра», але залишився на заміні. 28 травня 2018 року підписав свій перший професійний контракт з клубом. 29 серпня 2019 року Ад-Давсарі продовжив контракт з «Аль-Кадісією» до 2024 року.
7 серпня 2021 року Ад-Давсарі приєднався до «Аль-Гілаля», підписавши п'ятирічний контракт. 30 січня 2022 року Ад-Давсарі приєднався до «Аль-Фатеха» на правах оренди.

## Виступи за збірну
З командою до 19 років він брав участь у юнацькому чемпіонаті Азії 2018 року в Індонезії. Під час цього змагання він зіграв лише одну гру, а Саудівська Аравія виграла турнір, обігравши Південну Корею у фіналі.
Цей результат дозволив команді поїхати на молодіжний чемпіонат світу 2019 року у Польщі, де провів три матчі, але саудівці їх всі програли і не вийшли з групи.
Згодом у складі олімпійської збірної Саудівської Аравії він взяв участь у Літніх Олімпійських іграх 2020 року, що пройшли влітку 2021 року в Токіо. Там він провів три матчі, але саудівці знову програли всі три гри на турнірі. Наступного року з цією командою він взяв участь у Молодіжному чемпіонаті Азії в Узбекистані, де зіграв у трьох матчах і виграв золоті медалі турніру.
1 грудня 2021 року дебютував за національну збірну Саудівської Аравії в грі Кубка арабських націй в Катарі проти Йорданії (0:1). Це єдина гра, яку він зіграв на цьому змаганні, який виявився вкрай невдалим, оскільки на 62 хвилині забив автогол, а на 73 — був вилучений.

## Досягнення

### Клубні
- Володар Суперкубка Саудівської Аравії: 2021, 2023, 2024
- Переможець Ліги чемпіонів АФК: 2021
- Володар Королівського кубка Саудівської Аравії: 2022-23, 2023-24
- Чемпіон Саудівської Аравії: 2023-24

### Збірна
- Володар юнацького Кубка Азії U-19: 2018

- Володар молодіжного Кубка Азії U-23: 2022